# Torico
Torico (in greco antico: Θορικός?, Thorikós) era un demo dell'Attica situato sulla sua costa sud-orientale, a circa 11–12 km a nord di Capo Sunio e 60 stadi da Anaflisto.

## Mitologia
Secondo la tradizione Torico fu il primo posto dell'Attica che Demetra toccò nel suo viaggio verso Eleusi.
Torico è inoltre ricordato nella mitologia come residenza di Cefalo, che fu trasportato da Eos ad abitare con gli dei. Nell'Ottocento Wordsworth ipotizzò che, nella psicologia ateniese, Torico fosse associato agli dei, in quanto Sofocle parla di una pietra torichia (in greco antico: Θορίκιος πέτρος?, Thorìkios pètros) in riferimento al trasferimento di Cefalo parlando di un'azione simile compiuta da Edipo.

## Storia
L'area era abitata già nel tardo Calcolitico (fine del IV millennio a.C.); vi si trovò un importante insediamento miceneo con una grande necropoli annessa.
Strabone, citando Filocoro, afferma che Torico era una delle dodici città fondate in Attica dal mitico re di Atene Cecrope e che in seguito Teseo aveva unito nella città di Atene. Le importanti famiglie ateniesi degli Ionidi e i Cefalidi avevano le proprie radici in questo demo. Continuò ad essere un luogo importante fino a quando venne fortificato nel 409 a.C., durante la guerra del Peloponneso.

## Descrizione
Le fortificazioni di Torico racchiudevano una piccola pianura che terminava nel porto della città, ora chiamato Porto Mandrì. I resti delle mura, lunghe seicento metri con almeno sei torri e sette porte, sono ancora presenti lungo il crinale delle colline sui lati nord, sud ed ovest della pianura. L'acropoli si trovava su un'altura sovrastante il torrente Frasngó Limióna. Sotto di essa, sul lato nord, ci sono le rovine di un teatro del VI secolo a.C., di una forma strana, cioè una curva irregolare con una delle ali più lunga rispetto alle altre. Nella pianura, verso occidente, sono presenti i resti di un porticato quadrangolare con colonne doriche.
Nell'area erano presenti numerosi laboratori per la fusione e la lavorazione dei metalli, che venivano portati qui dalle miniere del Laurio, una parte delle quali si trovava proprio all'interno del demo; l'arte della metallurgia era praticata in questo luogo sin dal periodo miceneo.